# La Vie brève (roman, 1950)

La Vie brève (titre original en espagnol : La vida breve est un roman de l'écrivain uruguayen Juan Carlos Onetti publié en 1950. C'est le premier volet d'un diptyque consacré à la ville fictive de Santa Maria. 

## Reconnaissance
- La vie brève est considéré comme un des romans fondateurs du Boom latino-américain[1].

### Éditions
- Édition originale : La vida breve, Sudamericana, 1950.
- Éditions françaises : 
  - La Vie brève, Stock, Paris, 1971, trad. Alice Gascar.
  - La Vie brève, Gallimard, Paris, 1987, trad. Claude Couffon et Alice Gascar.